# Hans von Beseler

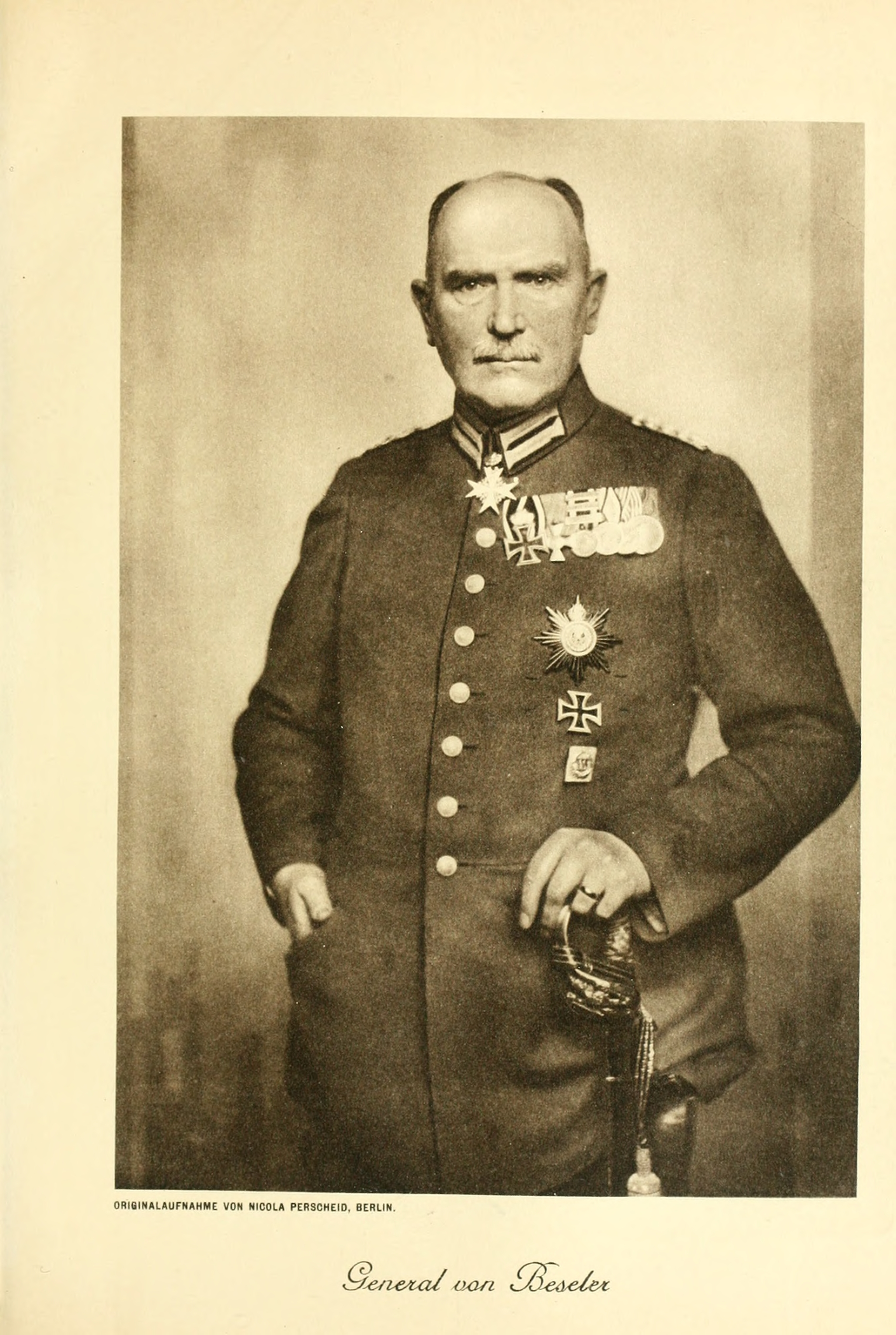
General von Beseler

Hans Hartwig Beseler, seit 1904 von Beseler (* 27. April 1850 in Greifswald; † 20. Dezember 1921 in Neubabelsberg) war ein preußischer Generaloberst und Politiker der Wilhelminischen Zeit.

## Leben

### Herkunft
Beseler entstammte der Glockengießerfamilie Beseler aus dem Herzogtum Schleswig und war der Sohn des bekannten Rechtsgelehrten Georg Beseler (1809–1888). Sein Bruder war der preußische Justizminister Max von Beseler. Zu Kaisers Geburtstag wurde er am 27. Januar 1904 in den preußischen Adelsstand erhoben.

### Karriere

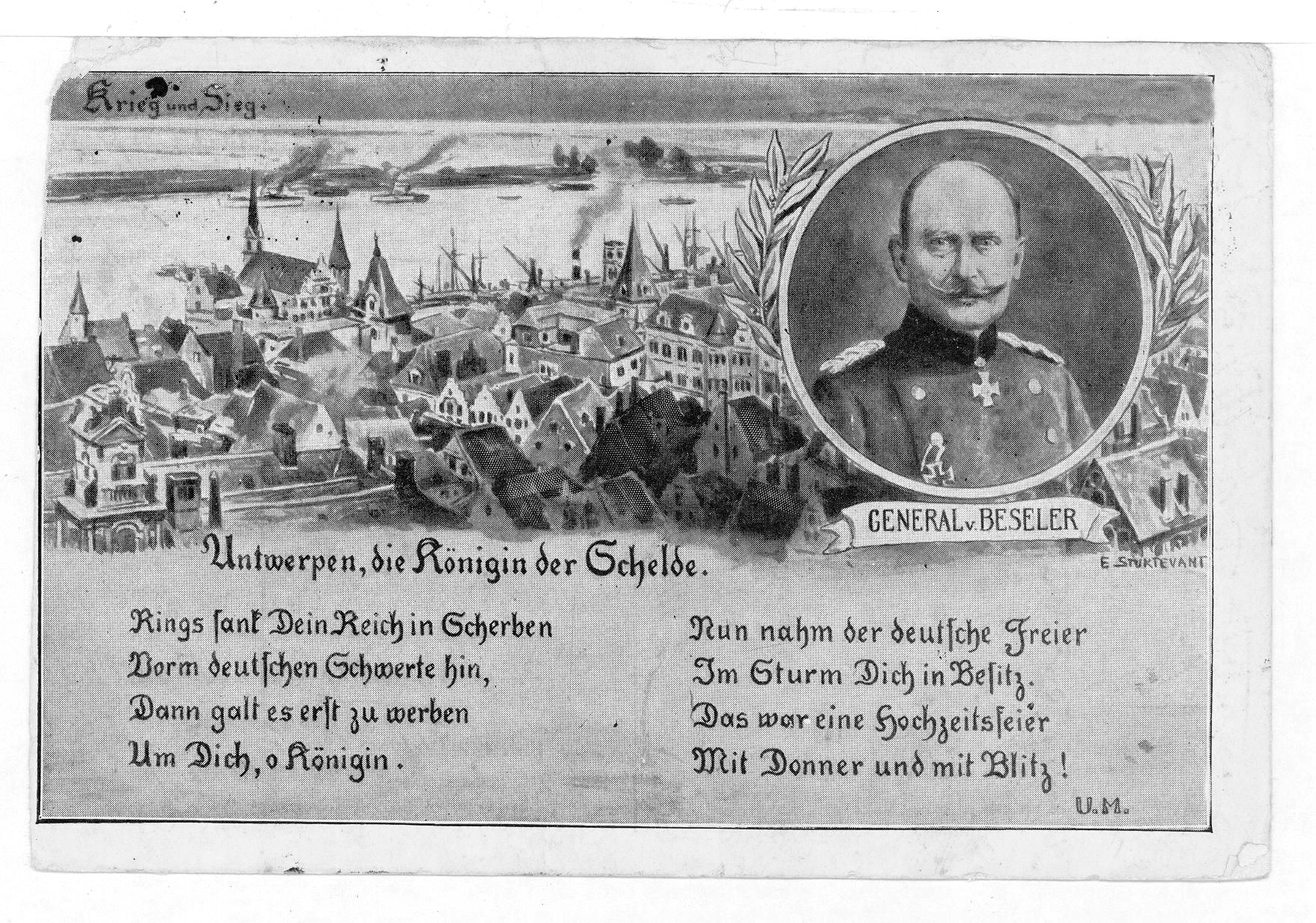
Propagandapostkarte zur Eroberung Antwerpens, Oktober 1914

Beseler trat am 1. April 1868 beim Garde-Pionier-Bataillon in Berlin in den preußischen Militärdienst ein und nahm 1870/71 als Sekondeleutnant am Deutsch-Französischen Krieg teil. Am 15. Juni 1875 wurde er Premierleutnant und besuchte ab 1. Oktober 1876 die Kriegsakademie in Berlin. Am 24. September 1884 trat er als Hauptmann mit Patent vom 18. April 1882 in den Generalstab der 30. Division in Straßburg ein. Ab 19. September 1888 wurde er Major und am 26. November 1892 Generalstabsoffizier beim IX. Armee-Korps in Altona. Am 17. Oktober 1893 wurde er Oberstleutnant und war seit 17. November 1893 Abteilungschef im Kriegsministerium. Am 22. März 1897 wurde er zum Oberst befördert und übernahm am 10. August 1898 das Kommando über das 5. Rheinische Infanterie-Regiment Nr. 65 in Köln. Am 17. Oktober 1899 stieg er im Generalstab zum Oberquartiermeister auf. Am 27. Januar 1900 erfolgte seine Beförderung zum Generalmajor und am 18. April 1903 zum Generalleutnant, gleichzeitig übernahm er die Führung der 6. Division in Brandenburg an der Havel. Seit langem als Nachfolger des Generalstabschefs Alfred von Schlieffen vorgesehen, wurde Beseler am 15. September 1904 jedoch nur zum Generalinspekteur der Festungen ernannt. Am 9. November 1907 wurde Beseler zum General der Infanterie befördert und schließlich am 11. Mai 1911 zur Disposition gestellt.
Beseler trat nach seiner Verabschiedung der Freikonservativen Partei bei und war für diese seit 1912 Abgeordneter im Preußischen Herrenhaus. Er stand à la suite des Garde-Pionier-Bataillons.
Zu Beginn des Ersten Weltkriegs wurde Beseler, ähnlich wie Paul von Hindenburg, wieder zum aktiven Dienst herangezogen, zunächst als Kommandierender General des III. Reserve-Korps. Der Großverband kam in der Anfangsphase des Krieges an die Westfront und nahm an der Belagerung der Festung Antwerpen teil. Beseler gab man schließlich am 27. September 1914 das Kommando über alle Angriffstruppen in Form einer der OHL unmittelbar unterstehenden Armeegruppe Beseler. Bis zum 10. Oktober eroberten Beselers Soldaten die Stadt und Festung, was im Deutschen Reich als großer Erfolg gefeiert wurde. Im Herbst hatte das III. Reservekorps schwere Kämpfe an der Front in Flandern zu bestehen. 1915 wurde Beseler an die Ostfront verlegt. Erneut bekam er eine Armeegruppe Beseler, welche die Festung Nowogeorgiewsk belagerte (deutsch Festung Modlin, am Zusammenfluss von Weichsel und Bug, etwa 50 km nordwestlich von Warschau) und vom 4. bis 20. August 1915 eroberte. Wenige Tage später wurde die Armeegruppe wieder aufgelöst.
Am 26. August 1915 wurde Beseler zum Generalgouverneur des Generalgouvernement Warschau – einem Teilgebiet des bisherigen Russisch-Polen, das deutscher Zivilverwaltung unterstellt wurde. Er ließ viele gesellschaftliche Gruppierungen wieder zu, die unter der Zarenherrschaft verboten waren, darunter jüdische Vereine. Er ließ ein „Jüdisches Refereat“ einrichten; dessen Leitung übernahm der in jüdischen Vereinigungen aktive Rechtsanwalt und Leutnant der Reserve Ludwig Haas aus Freiburg im Breisgau. Allerdings wich die zunächst aufgeschlossene Stimmung in den jüdischen Gemeinden Warschaus Protesten, nachdem Beseler 5000 überwiegend jüdische Arbeitslose in „Arbeitsbataillone“ hatte rekrutieren lassen.
Als deutscher Generalgouverneur proklamierte Beseler 1916 die von den Besatzungsmächten Deutsches Reich und Österreich-Ungarn vereinbarte Errichtung eines selbständigen Königreiches Polen (sogenanntes Regentschaftskönigreich). Zu der Zeremonie war die Warschauer Elite in das Königsschloss eingeladen, auf dem Schlossplatz versammelten sich mehrere Tausend Menschen mit polnischen Fahnen. Mit tätiger Hilfe seines nahen Mitarbeiters, des polnisch-preußischen Aristokraten Bogdan von Hutten-Czapski, schuf er die polnischsprachige Universität Warschau und die Technische Hochschule Warschau wieder.
Es gelang Beseler indessen nicht, eine „Polnische Wehrmacht“ aufzustellen, was einer der Hauptzwecke der Mittelmächte bei der Errichtung eines „unabhängigen“ Polens war: Die Legionäre des Józef Piłsudski, die das Offizierskorps der neuen Wehrmacht stellen sollten, verweigerten den Eid auf die beiden Kaiser Wilhelm II. und Karl I. und wurden danach interniert, Piłsudski selbst in der Festung Magdeburg.
Am 27. Januar 1918 erhielt Beseler noch seine Beförderung zum Generaloberst. Er scheiterte schließlich mit seiner Politik; er betrieb eifrig den Aufbau des Königreiches Polen und widersetzte sich energisch den Bestrebungen Erich Ludendorffs, eine vierte Teilung Polens durchzuführen und einen „Schutzstreifen“ aus Grenzgebieten Kongresspolens dem Deutschen Reich anzugliedern. Er verlor gleichzeitig Anhänger unter den Polen, als die kommende Niederlage der Mittelmächte sichtbar wurde.

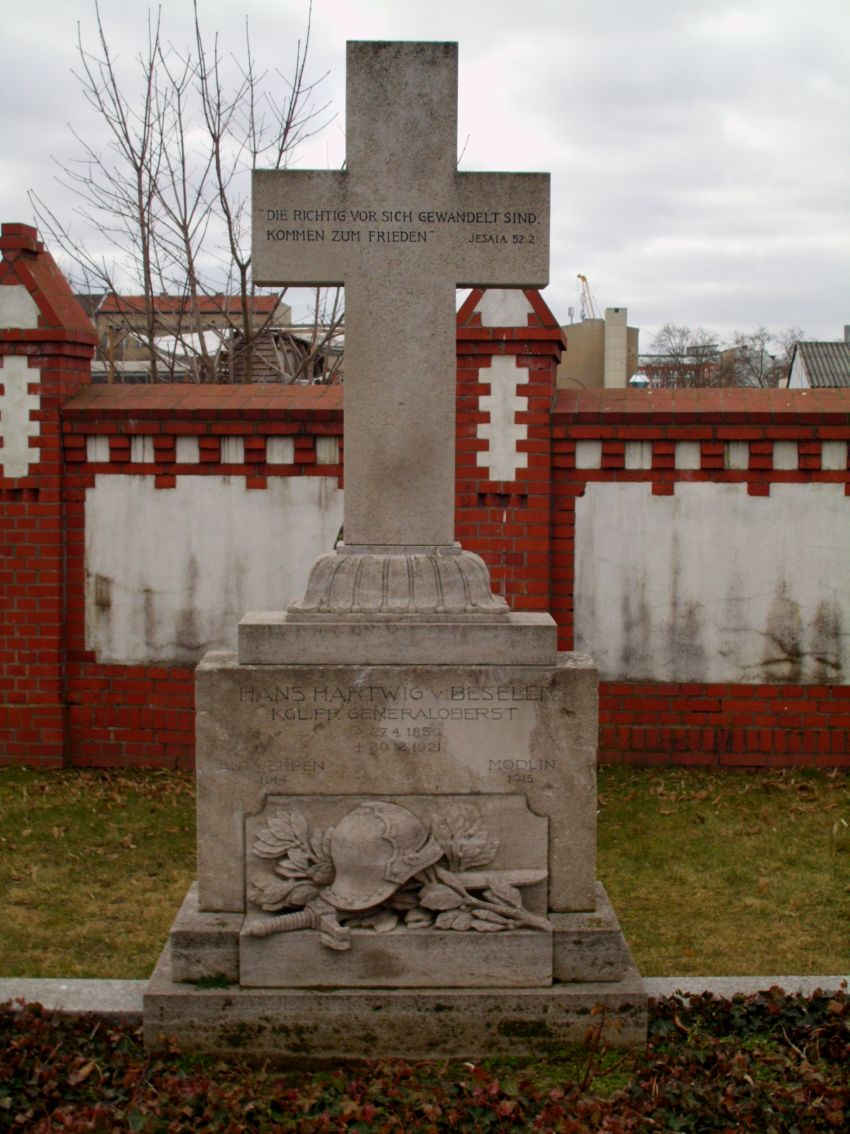
Grab von Hans Hartwig von Beseler auf dem Invalidenfriedhof Berlin (Zustand 2013)

Aus Angst vor den deutschen Soldatenräten floh Beseler – als Arbeiter verkleidet – am 12. November gegen 17 Uhr mit seinen zwei Adjutanten und zwei von Piłsudski zur Verfügung gestellten polnischen Offizieren auf einem Schiff der Weichselschifffahrt aus Warschau nach Thorn und von dort nach Berlin. Als gebrochener Mann starb er 1921 bei Potsdam. Beseler wurde auf dem Invalidenfriedhof in Berlin beigesetzt. Sein Grab ist erhalten.
Seine Zeitgenossen Bogdan von Hutten-Czapski, Hermann von Hatzfeldt und Maria Fürstin Lubomirska – Ehefrau von Zdzisław Lubomirski – äußerten sich lobend über ihn: Hutten-Czapski: „Als Generalinspekteur des Ingenieur- und Pionierkorps und der Festungen hatte er sich auch Verwaltungserfahrungen angeeignet. Diese Anlagen und Fähigkeiten verbanden sich mit einem vornehmen und ideal gerichteten Charakter. Durchdrungen von dem Gefühl seiner großen Aufgabe und Stellung verleugnete er doch nicht die schlichte Menschlichkeit seines Wesens. Für die Lage der ihm anvertrauten Bevölkerung, für ihre nationale und kulturelle Eigenart hatte er wirkliches Verständnis.“ Hatzfeldt: „Er ist ein kristallklarer Kopf, und man hätte keinen besseren als ihn nach Warschau schicken können. Ein Anderer wäre, als er gefragt wurde, wie er sich die Zukunft Polens denke, sofort mit seinem Plane fertig gewesen. Beseler sagte nur: Lassen Sie mir Zeit, wenn ich heute schon meine Ansicht äußern sollte, wäre es nur die Ansicht der anderen.“ Fürstin Lubomirska: „Unser Generalgouverneur Beseler ist ein guter Mensch, voll von guten Absichten, regieren kann er aber nicht, seine Spezialität sind Festungen: er wird im Geschichtsgedächtnis als Eroberer von Antwerpen und Modlin bleiben, als ein Mensch mit gründlichen Kenntnissen, voll von Wissen und mit hoher künstlerischer Kultur“.

### Familie
Er heiratete am 1. Oktober 1885 Clara, geborene Cornelius (* 1867). Das Ehepaar hatte drei Töchter:
- Olga Emilie Margot (1886–1972) ⚭ 5. August 1914 Wilhelm von Gynz-Rekowski († 1914)
- Katharina Elisabeth (* 1888)
- Asta (* 1897) ⚭ 1921 Eberhard-Joachim von Westarp (1884–1945), Schriftsteller

## Ehrungen

### Orden und Ehrenzeichen
- Ritter des Ordens Pour le mérite mit Eichenlaub.[6]

### Ehrendoktorat
- 19. Oktober 1914: Ehrendoktorwürde der Königlichen Technischen Hochschule zu Hannover (Dr.-Ing. e. h.)

### Sonstige Ehrungen
- 1915: Ehrenbürger von Greifswald. Die Ehrenbürgerschaft wurde 1991 aberkannt.[7]
- 1915: Benennung der Beselerstraße im Generalsviertel in Berlin-Lankwitz.